# Doncaster East
Doncaster East är en del av en befolkad plats i Australien. Den ligger i kommunen Manningham och delstaten Victoria, omkring 17 kilometer öster om delstatshuvudstaden Melbourne. Antalet invånare är 27 047.
Runt Doncaster East är det mycket tätbefolkat, med 2 261 invånare per kvadratkilometer.. Närmaste större samhälle är Melbourne, omkring 17 kilometer väster om Doncaster East. 
Runt Doncaster East är det i huvudsak tätbebyggt. Genomsnittlig årsnederbörd är 1 244 millimeter. Den regnigaste månaden är juli, med i genomsnitt 140 mm nederbörd, och den torraste är januari, med 49 mm nederbörd.